# Bang Kaeo (huyện)
Bang Kaeo (tiếng Thái: บางแก้ว) là một huyện (amphoe) của tỉnh Phatthalung, phía nam Thái Lan.

## Địa lý
Các huyện giáp ranh (từ phía nam theo chiều kim đồng hồ) là Pak Phayun, Pa Bon, Tamot, và Khao Chaisoni của tỉnh Phatthalung, và Krasae Sin của tỉnh Songkhla.
Phía đông của huyện này là bờ Thale Luang, phía bắc của hồ Songkhla.

## Lịch sử
Tiểu huyện (King Amphoe) được thành lập 1/4/1990, khi 3 tambon đã được tách ra từ huyện Khao Chaison. Đơn vị này đã được nâng cấp thành huyện ngày 7/9/1995.

## Hành chính
Huyện này được chia thành 3 phó huyện (tambon), các đơn vị này lại được chia ra thành 33 làng (muban). Tha Maduea là một thị trấn (thesaban tambon) nằm trên một phần của tambon Tha Maduea và Khok Sak. Một số khu vực khác của Khok Sak thuộc thị trấn Mae Khari, tập trung ở huyện Tamot. Có 3 Tổ chức hành chính tambon.
| STT | Tên        | Tên tiếng Thái | Số làng | Dân số |  |
| --- | ---------- | -------------- | ------- | ------ |  |
| 1.  | Tha Maduea | ท่ามะเดื่อ        | 7       | 7.469  |  |
| 2.  | Na Pakho   | นาปะขอ         | 13      | 10.040 |  |
| 3.  | Khok Sak   | โคกสัก          | 13      | 8.119  |  |